# Beneath… Between… Beyond…
Beneath… Between… Beyond… (в переводе с англ. — «Ниже… Между… Вне…») — сборник альбом, выпущенный рок-группой Static-X 20 июля 2004 года. Сборник содержит неизданные треки, ремиксы, демо и кавер-версии песен таких групп как Ramones, Ministry, Black Sabbath. Альбом занял 139 позицию на Billboard 200.
Песня с названием «Beneath… Between… Beyond…» вышла в качестве бонуса на альбоме Cannibal, доступная при скачивании с iTunes Store.

## Об альбоме
Beneath… Between… Beyond… представляет собой компиляцию ранее неизданных треков, ремиксов, кавер-версий и демозаписей. Первые семь песен сборника это неизданные или редкие песни. Песня «Breathe» является единственной на альбоме которая раньше нигде не звучала и не издавалась группой. «Deliver Me» звучит в саундтреке к фильму ужасов Техасская Резня Бензопилой. Песня «Anything But This» ранее издавалась на сингле Black and White и  японской версии альбома Machine, также доступна на саундтреке к фильму ужасов Обитель зла. Песня «S.O.M.» ранее издавалась на первом EP группы The Death Trip Continues. Песня «Down» ранее издавалась на сингле Push It и в японской версии альбома Wisconsin Death Trip. Песня «Head» ранее звучит на первом демо группы 1996 года. Песня «So Real» ранее издавалась на первом EP группы The Death Trip Continues и звучит в саундтреке к фильму Крик 3. Песня «Crash» звучит в анимационном фильме Бэтмен будущего: Возвращение Джокера, также есть на альбоме Mephisto Odyssey «The Deep Red Connection». Песни «Push It» и «I’m With Stupid» входят в альбом как ремиксы. Песни «Burning Inside», «Behind the Wall of Sleep» и «Gimme Gimme Shock Treatment» это каверы на Ministry, Black Sabbath, Ramones. Последние пять песен альбома «I Am», «Love Dump» «Get to the Gone», «New Pain», «Otsegolectric» — это ранние демозаписи группы.

## Список композиций
| №                   | Название | Длительность |
| ------------------- | --- | ------------ |
| 1.                  | «Breathe» | 2:32         |
| 2.                  | «Deliver Me (С альбома The Texas Chainsaw Massacre: The Album)»                                                                         | 2:37         |
| 3.                  | «Anything But This (Из сингла Black and White, также доступен из саундтрека к фильму Обитель зла и японской версии альбома Machine)»    | 4:03         |
| 4.                  | «S.O.M. (Из альбома The Death Trip Continues, также доступен на MTV Return of the Rock Vol.1)»                                          | 3:22         |
| 5.                  | «Down (В редком издании альбома Wisconsin Death Trip, также доступен на сингле Push It)»                                                | 3:15         |
| 6.                  | «Head (demo 1996 года B-Side, ECW Anarchy Rocks саундтрек)»                                                                             | 2:46         |
| 7.                  | «So Real (С мини-альбома The Death Trip Continues, также есть на Scream 3: The Album)»                                                  | 5:40         |
| 8.                  | «Crash (С анимационного фильма Бэтмен будущего: Возвращение Джокера, также есть на альбоме Mephisto Odyssey «The Deep Red Connection»)» | 3:35         |
| 9.                  | «Push It (JB’s Death Trance Mix)» | 3:32         |
| 10.                 | «I’m With Stupid (Paul Barker Remix)»                                                                                                   | 4:32         |
| 11.                 | «Burning Inside (Кавер на песню группы Ministry в исполнении Burton C. Bell, саундтрек к Ворон 3: Спасение.)»                           | 4:14         |
| 12.                 | «Behind the Wall of Sleep (Кавер на песню группы Black Sabbath с Nativity in Black, Vol. 2 Tribute Album)»                              | 3:32         |
| 13.                 | «Gimme Gimme Shock Treatment (Кавер на песню группы Ramones, бонус на альбоме Shadow Zone .)»                                           | 2:03         |
| 14.                 | «I Am (demo) (Записан в 1996)» | 2:55         |
| 15.                 | «Love Dump (demo) (Записан в 1996)» | 4:28         |
| 16.                 | «Get to the Gone (live demo) (Live Записан в 2000)»                                                                                     | 2:30         |
| 17.                 | «New Pain (demo) (Записан в 2002)» | 2:49         |
| 18.                 | «Otsegolectric (demo) (Записан в 2002)»                                                                                                 | 2:53         |
| Общая длительность: | Общая длительность: | 61:18        |

## Участники группы и позиции в чартах
- Static-X
  - Уэйн Статик — вокал, ритм-гитара, музыкальное программирование, автор песен, продюсер
  - Тони Кампос — бас-гитара, бэк-вокал, автор песен
  - Коити Фукуда — соло-гитара, музыкальное программирование, автор песен
  - Кеннет "Кен Джей" Лакей — ударные, автор песен
  - Трипп Эйзен — соло-гитара, автор песен
  - Ник Оширо — ударные

Дополнительный персонал
- Джош Фриз — ударные на партии
- Бертон К. Белл (из Fear Factory) — вокал на „Burning Inside“
- Mephisto Odyssey —  DJ, продюсер на „Crash“
- Пол Баркер — продюсер ремикса „Push It“
- Ульрих Уайлд — продюсер
- Джон Тревис — продюсер

| Чарт (2004)          | Позиция |
| -------------------- | ------- |
| French Albums Charts | 169     |
| The Billboard 200    | 139     |